# Graptomyza bergi
Graptomyza bergi är en tvåvingeart som beskrevs av Greene 1949. Graptomyza bergi ingår i släktet Graptomyza och familjen blomflugor. Inga underarter finns listade i Catalogue of Life.